# Балканска звезда
„Балканска звезда“ (на английски: 'The Balkan star') е първият вестник на българската емиграция в Канада. Подзаглавието му е Седмичен вестник за политика и просвета. Мотото му е „Съгласние, родолюбие, просвета, трудолюбие“.
| Годишнина | Броеве  | Дата                                 |
| --------- | ------- | ------------------------------------ |
| I         | 1 – 14  | април 1912 – 9 юли 1912              |
| II        | 51 – 53 | 5 септември 1913 – 19 септември 1913 |

Излиза в Торонто, провинция Онтарио от април до 9 юли 1912 до 19 септември 1913 година в общо 53 броя. След 51 брой става „седмичен вестник за политика“. Броеве 1 – 13 и 15 – 50 не са открити. Негов издател е йеромонах Теофилакт.
Защитава идеята за автономия на Македония и печата новини от Балканите – османските жестокости на Балканите, хода на двете Балкански войни – и в по-малка степен за живота на българската емиграцията в Канада. Вестникът не публикува дълги авторски материали, а се стреми към максимална информативност.